# Cubera
Cubera ou Cuvera (em védico: कुबेर; romaniz.: Kubera ou Kuvera), na mitologia hindu, é um deus, senhor de todos os yaksha e o guardião do Quadrante Norte. É associado à riqueza e tesouros. Segundo o Ramáiana, o arquiteto divino Visvacarma construiu Lanca para Cubera, mas depois a cidade seria tomada por Ravana.